# Danais rhamnifolia
Danais rhamnifolia är en måreväxtart som beskrevs av John Gilbert Baker. Danais rhamnifolia ingår i släktet Danais och familjen måreväxter. Inga underarter finns listade i Catalogue of Life.